# Uilenspiegel Wilrijk
L' Uilenspiegel Wilrijk est un club omnisports anversois, il est surtout connu pour sa section handball qui possède un palmarès étonnant.
Aujourd'hui seul le HV Uilenspiegel Wilrijk existe encore, les autres ont disparu ou ne sont plus dépendant du club omnisports.

## Section
- Marche: fondé en 1945
- Danse Folklorique: fondé en 1946
- Chorale: Antwerps Gemengd Koor
- Handball: Le HV Uilenspiegel Wilrijk fondé en 1947 (premiers de handball club flamand)
- Tennis:Uilenspiegel TC
- Tennis de table:Uilenspiegel TTC
- Athlétisme